# Paropsivora australis
Paropsivora australis là một loài ruồi trong họ Tachinidae.